# زيجمونت بومان
زيجمونت باومان (بالبولندية: Zygmunt Bauman) (ولد يوم 19 نوفمبر 1925 - 9 يناير 2017) عالم اجتماع بولندي. منذ العام 1971 استقر في إنجلترا بعد ما تم طرده من بولندا من قبل حملة معاداة الساميّة بترتيب من الحكومة الشيوعية التي كان يؤديها مسبقاً. برفسور علم الاجتماع في جامعة ليدز (ومنذ عام 1990م أستاذ متقاعد) عُرف باومان بسبب تحليلاته للعلاقة بين الحداثة والهولوكوست، وأيضاً ما يتعلق بالمذهبية المادية (الاستهلاكية) لما بعد الحداثة.

## سيرة ذاتية
ولد زيجمونت باومان في بوزنان، بولندا عام 1925 لأبوين بولنديين، يهوديين بالاسم. اتجهت عائلته شرقًا إلى الاتحاد السوفييتي بعد الاحتلال النازي لبولندا في عام 1939م. خدم باومان في الجيش البولندي الأول الذي كان بقيادة سوفيتية كمدرس في العلوم السياسة. شارك في معارك كولبرج (كولوبرزيج حاليًا) وبرلين. في مايو 1945م مُنح الصليب العسكري للشجاعة (الصليب العسكري: ميداليّة على شكل صليب تُمنح تكريمًا)
في مقابلة مع صحيفة الجارديان، أكّد باومان على كونه قد اعتنق الشيوعية أثناء وبعد الحرب العالمية الثانية وأنه لم يجعل من الأمر سرًّا.
بينما اعترف باومان بأنه كان على خطأ عندما التحق بالمخابرات العسكرية في عمر التاسعة عشر، رغم أن وظيفته مكتبيّة غير فعّآلة، ولم يخبر عن أي أحد.
وخلال عمله في فيلق الأمن الداخلي، درس باومان بدايةً علم الاجتماع في أكاديميّة وارسو للعلوم الاجتماعية.
ثم ترك علم الاجتماع ودرس الفلسفة في جامعة وارسو -علم الاجتماع قد أُلغي بشكل مؤقت من المناهج الدراسيّة البولنديّة باعتبارها حقل معرفي برجوازي- ومن ضمن أساتذته في وارسو؛ ستينسلو أوسوسكي وجوليان هوتشفيلد (من علماء الاجتماع البولنديين البارزين)
في فيلق الأمن القومي، قد تمّت ترقية باومان إلى مرتبة رائد عندما تم تسريحه من العمل بشكلٍ مخزٍ مفاجئ في عام 1953م بعدما توجه والده إلى السفارة الإسرائيلية في وارسو طلباً للهجرة إلى إسرائيل. لما كان باومان لا يشاطر والده توجهه وميله الصهيوني، بل كان معادي له وبشدة، سبّب نفوره ابتعادًا جادًّا -بالرغم من كونه مؤقتًا- عن والده. خلال الفترة التالية التي لم يعمل بها، أكمل باومان دراسة الماجستير. وفي عام 1954م أصبح مُحاضرًا في جامعة وارسو، حيث استقر بها إلى عام 1968م.
خلال تواجده في قسم الاقتصاد في جامعة لندن، وعندما كان روبيرت ماكينزي المشرف عليه، جهز بومان دراسته عن الحركة الاشتراكية البريطانية، التي أصبحت فيما بعد كتابه الأول في مجال تخصصه. نُشر الكتاب باللغة البولنديّة عام 1959م، وتمّ تنقيحه وترجمته إلى الإنجليزيّة في طبعة ظهرت عام 1972م.
بومان استمر في نشر كتب أخرى، منها كتاب «علم الاجتماع للحياة اليومية» باللغة البولندية عام 1964م، والذي وصل إلى شريحة شعبيّة كبيرة في بولندا، والذي شكل لاحقًا أساسًا لمقرّر باللغة الإنجليزيّة «تفكير بشكل اجتماعي» عام 1990م.
مبدئيًا، كان باومان قريباً من المذهب الماركسي الأرثدوكسي، ولكن كان أيضاً متأثراً بأنطونيو قرامسي وجورج سيمل، حيث عُرف بعد ذلك بشكل واسع بأنه ناقد للحكومة الشيوعية البولندية. ولهذا السبب لم يحصل أبداً على لقب الأستاذ حتى بعد أن اكتمل تأهيله لهذا. لكن بعد أن أوجد معلمه السابق جوليان هوفيلد منصب نائب مدير اليونيسكو لقسم دراسات علوم الاجتماع في باريس عام 1962م، ورث بومان كرسي هوفيلد.
كان على بومان أن يتخلى عن جنسيته البولندية حتى يستطيع الخروج من بلده، فذهب أولًا إلى إسرائيل ليُدرّس في جامعة تل أبيب، قبل أن يجد له كرسيًا في قسم علم الاجتماع في جامعة ليدز حيث أصبح في ما بعد رئيسًا للقسم. ومنذ ذلك الوقت، كانت كتب باومان تنشر باللغة الإنجليزية على وجه الحصر، وهي لغته الثالثة، حيث ذاع صيته بعد ذلك بشكل سريع. في نهاية التسعينيات، كان باومان عاملاً مؤثراً في حركة مضادة للعولمة، أو وبشكل آخر تغيير العولمة.
في مقابلة له عام 2011م مع مجلة بولندية «بوليتكا»، انتقد باومان إسرائيل بقوله أن إسرائيل لم تكن مهتمه إطلاقًا بالسلام، بل كانت تستخدم الهولوكوست كعذر لشرعنة أفعالها المتوحشة. شبه بومان الحاجز الذي تضعه إسرائيل في الضفة الغربية مع الجدران التي كانت تضعها النازية في وارسو غيتو عندما قتل آلاف اليهود في الهولوكوست. ووصف سفير إسرائيل زفي بار تصريحات باومان بأنها «نصف حقيقية» وأنها «تعاميمات لا أساس لها».
تزوج باومان من الكاتبة جانينا ليونسون التي توفت في 29 ديسمبر من عام 2009 في ليدز. ولديه منها ثلاثة بنات، الرسامة ليديا بومان، والمعمارية إرينا باومان، والبرفسورة في تعليم الرياضيات آن سفارد. والمحامي الإسرائيلي للحقوق المدنية مايكل سفارد هو حفيده.

## أعماله
نشر بومان ما يقارب السبعة والخمسين كتاب ولديه أكثر من مائة مقال.. وأغلب كتاباته كانت تحوي على مواضيع متشابهة مثل: العولمة، الحداثة وما بعد الحداثة، المادية (الاستهلاكية)، وعن النظام الأخلاقي.
أشهرها وأكثرها تأثيراً في تفسير الحياة المعاصرة اليوم هي سلسلة السيولة التي نشرها ما بين عام 1995 و2017. يوضح فيها مفاهيم الحداثة وما بعد الحداثة وكيف غيّر هذان المفهومان الحياة على جميع الأصعدة، حيث أصبحت تحكمنا الرأسمالية والاستهلاك الذي تجاوز الماديات إلى العواطف والعلاقات، وتأثير الفردانية وحالة اللايقين والتسارع التي يعيشها العالم اليوم.
وتحوي سلسلة السيولة على ثمانية كتب وهي:
- الحداثة السائلة
- الحياة السائلة
- الأزمنة السائلة
- المراقبة السائلة
- الثقافة السائلة
- الخوف السائل
- الحب السائل
- الشر السائل[11]

## أعماله المبكرة
أحد أول أعمال بومان باللغة الإنجليزية كانت دراسة عن الحركة العمالية في بريطانيا وعلاقتها بالطبقات الاجتماعية، حيث تم نشره في بولندا عام 1960م. استمر بعد ذلك في النشر عن صراع الطبقات في المجتمع، حتى بدايات الثمانينات الذي نشر كتابه الأخير المتعلق بهذا الموضوع «ذكريات من الطبقية». وإن لم تكن كتبه اللاحقة تتحدث عن الطبقية بشكل مباشر، إلا أنه استمر بوصف نفسه كاشتراكي متأثراً بالماركسية وبنظريات ماركس وخصوصاً أنطونيو غرامشي الذي كان له التأثير الأعمق على بومان.

## الحداثة والعقلانية
في نهاية الثمانينات وبداية التسعينات نشر بومان عدة كتب تحدثت عن العلاقة بين الحداثة، البروقراطية، العقلانية والإقصاء الاجتماعي. اتبع بومان فرويد عندما نظر للحداثة الأوروبية كمقايضة، زعم بأن المجتمعات الأوروبية قبلت بالتفريط بشيء من الحرية مقابل الحصول على فوائد زيادة الحماية الفرديّة. تحدث بومان عن الحداثة، والتي وصفها بالشكل «الصلب»، حيث حاولت أن تزيل خوف وتوجس الشخصية البشرية عن طريق التحكم بالثروات، وتطبيق السلالم الوظيفية، ووضع القوانين والتنظيمات، وذلك لتجنب الفوضوية التي تجعل من الإنسان مضطرب إلى أمور تسهل حياته بشكل مرتب ومنظم وسهل. ولكن بومان أطلق عدداً من الكتب حيث كانت تتحدث عن أن وضع هذه القوانين والأنظمة وترتيب الحياة بهذا الشكل لم تصل إلى النتيجة التي كان يطمح إليها الإنسان. يزعم بومان أنه عندما تكون الحياة منظمة بشكل منطقي وواضح، سيكون هناك دائمًا مجموعات من المجتمع لا نستطيع أن نداريها أو نضبطها ورغم ذلك تعتبر جزء من المجتمع. في كتابه «الحداثة والازدواجية» وضع بومان نظريته عن شخصية الإنسان غائبة الملامح بتقديم الشخصيّة المجازيّة «الغريب». واعتماداً على دراسات جورج سيميل وعلى دراسات الفيلسوف جاك ديريدا، كتب بومان «الغريب» كشخص غير مألوف في مجتمع غير مقرّر بعد..
حاول بومان في كتابه الحداثة والازدواجية أن يعطي عدداً من الاختلافات التي تحاول المجتمعات الحديثة تبنيها تجاه هذه الشخصية الغريبة. من ناحيته، يزعم بومان بأنه في ظل اقتصاد موجّه للاستهلاك، الغريب وغير المألوف يبقى دائمًا جذّأب؛ في أنواع مختلفة من الأطعمة، أزياء مختلفة، حتى في السياحة من الممكن تجربة شعور الافتتان بغير المألوف.. ولكن يظل لهذه الغرابة جانب سلبي. وبسبب أن هذا الغريب لا يمكن التحكم به، فهو يمتلك هذا الشعور بالخوف تجاه الشخص من الخارج (خارج نطاق مجتمعه) الذي يشعر باحتمالية أنه يتوعده ويهدده بشكل مستمر. وكتاب بومان «الحداثة والهولوكست» الذي شرح بشكل كامل عن خطر الشعور بمثل هذه المخاوف. وبناءً على دراسات حنّة أرندت وثيدور أدورنو عن الاستبداد والتنوير، يرى بومان بأن الهولوكوست لا يجب أن يُعتبر جزء من تاريخ اليهود، ولا نوع من الرجوع إلى بربرية ما قبل الحداثة. وبشكل ما يرى بومان بأن الهولوكوست لها علاقة عميقة بالحداثة. في تحليلات بومان يذكر أن اليهود أصبحوا «غرباء» بشكل أكبر في أوروبا، والنتيجة في ذلك كما صورها هو بسبب محاولات المجتمعات الأوروبية لتجاوز الطبيعة السيئة الغير مريحة لهم والتي هي مزروعة في أصل اليهود كعنصر أساسي في طبيعتهم. ويتبع بومان الفيلسوف جورجيو آقامبين بأن آثار الهولوكوست ما زالت ظاهرة حتى الآن، ويتم استعمالها إلى اليوم في سياسيات معينة. وكان لأطروحات باومان بالغ الأثر في أعمال المفكر العربي عبد الوهاب المسيري، وقد تتبع هذا الأثر الباحث حجاج أبو جبر في أطروحة للدكتوراة بجامعة القاهرة عام 2008 تحت عنوان «رسم الخريطة المعرفية للحداثة وما بعد الحداثة: دراسة مقارنة لفكر زيجمونت باومان وعبد الوهاب المسيري»، كما ترجم حجاج أبو جبر كتاب «الحداثة والهولوكوست»، وصدر عن دار مدارات للأبحاث والنشر بمصر عام 2014.

## الاستهلاك وما بعد الحداثة
في منتصف وآواخر التسعينات اتخذت كتب بومان منحنى آخر وبدأ يتحدث عن موضوعين منفصلين لكن تربطهما علاقة: الاستهلاك وما بعد الحداثة. يتحدث بومان عن تحول المجتمع في آواخر القرن العشرين من مجتمع منتج إلى مجتمع مستهلك. هذا التحول -بزعم بومان- وعلى عكس ما قال به فرويد عن مقايضة التطور: عُطلت الحماية من أجل الاستمتاع بأقصى درجات الحرية، حرية الاستهلاك، حرية الاستمتاع بالحياة. وكتب بومان في كتبه في التسعينات عن هذا التحول من الحداثة إلى ما بعد الحداثة. ومع دخول الألفية الجديدة، لوحظ أن بومان يحاول تجنّب الفوضى المحيطة بمصطلح «ما بعد الحداثة» بأن يستخدم مجازًا الحداثة الصلبة والحداثة السائلة.

## روابط خارجية
- زيجمونت بومان على موقع IMDb (الإنجليزية)
- زيجمونت بومان على موقع الموسوعة البريطانية (الإنجليزية)
- زيجمونت بومان على موقع مونزينجر (الألمانية)